# Leichtathletik-Weltmeisterschaften 2019/Teilnehmer (Eswatini)
| Gelbes Symbol für Goldmedaillen mit stilisierten Olympischen Ringen | Graues Symbol für Silbermedaillen mit stilisierten Olympischen Ringen | Braundes Symbol für Bronzemedaillen mit stilisierten Olympischen Ringen |
| ------------------------------------------------------------------- | --------------------------------------------------------------------- | ----------------------------------------------------------------------- |
| —                                                                   | —                                                                     | —                                                                       |

Der Leichtathletikverband von Eswatini nahm an den Leichtathletik-Weltmeisterschaften 2019 in Doha teil. Je eine Athletin und ein Athlet wurden vom Verband nominiert.

## Ergebnisse

### Frauen

#### Sprung/Wurf
| Athletin                | Disziplin  | Qualifikation | Qualifikation | Finale     | Finale |
| Athletin                | Disziplin  | Weite/Höhe    | Platz         | Weite/Höhe | Platz  |
| ----------------------- | ---------- | ------------- | ------------- | ---------- | ------ |
| Erika Nonhlanhla Seyama | Hochsprung | 1,70 m        | 29            | DNQ        | DNQ    |

### Männer

#### Laufdisziplinen
| Athlet             | Disziplin | Vorlauf | Vorlauf | Halbfinale | Halbfinale | Finale | Finale |
| Athlet             | Disziplin | Zeit    | Platz   | Zeit       | Platz      | Zeit   | Platz  |
| ------------------ | --------- | ------- | ------- | ---------- | ---------- | ------ | ------ |
| Sibusiso Matsenjwa | 200 m     | 20,85 s | 40      | DNQ        | DNQ        | –      | –      |